# 清里ユースホステル
清里ユースホステル（きよさとユースホステル）は、日本ユースホステル協会に加盟している山梨県のユースホステル。

## 設備
- 個人や小グループに適している
- 団体の利用に適している
- グループで一室利用可
- 余裕があればグループで一室利用可
- 駐車場あり
- 駐輪場あり
- 洗濯機あり
- 荷物預かりあり
- 周辺にスポーツ施設あり
- 周辺にスキー場あり
- 周辺に温泉あり

## 交通アクセス
- 小海線清里駅下車 徒歩5分